# Celestino Camilla
Celestino Camilla, a volte indicato come Celistino (Niella Tanaro, 17 settembre 1917 – Pégomas, 15 marzo 1991), è stato un ciclista su strada italiano naturalizzato francese l'8 maggio 1949, vincitore di due tappe alla Vuelta a España 1942.

## Palmares
- 1942 (Mercier, due vittorie)

18ª tappa Vuelta a España (Ponferrada > Salamanca)
19ª tappa Vuelta a España (Salamanca > Madrid)
- 1946 (Dunlop, due vittorie)

Critérium du Var
Boucles de Sospel
- 1947 (Ray-Dunlop/Erka, quattro vittorie)

Prix de l'Avan
Prix de la villes des Parfums
1ª tappa Gran Premio Marca (Madrid > Soria)
Classifica generale Gran Premio Marca

### Altri successi
- 1942 (Mercier, una vittoria)

1ª tappa Volta Ciclista a Catalunya (cronosquadre, Montjuich > Montjuich)

## Piazzamenti

### Grandi giri
- Vuelta a España

1942: ?